# Graphorchis lurida
Espèce
Synonymes
- Angraecum luridum (Sw.) Lindl. ex Steud.[2]
- Eulophia longicollis Lindl.[2]
- Eulophia virilis Lindl.[2]
- Eulophiopsis lurida (Sw.) Schltr.[2]
- Graphorchis lurida (Sw.) Kuntze[2]
- Limodorum luridum Sw.[2]

Graphorchis lurida est une espèce de plantes à fleurs de la famille des Orchidaceae (les orchidées) et du genre Graphorchis, présente dans plusieurs pays d'Afrique tropicale.